# 姐就是美
《姐就是美》（英語：I Feel Pretty）是一部2018年美國喜劇片，由艾比·康（Abby Kohn）和馬克·西佛史丹共同執導兼編劇，艾米·舒默主演。該片由STXfilms定於2018年4月20日在美國上映。

## 劇情
故事描述蕾妮·巴雷特是一名外表及工作能力都很平凡的女性，每天都在為不安全感和不適感而鬥爭。直到某一天，她在飛輪課上撞傷了頭部，此後變得如被下了魔咒般充滿著自信，她覺得自己是世界上最美麗和最有能力的女性；後來，蕾妮漸漸地了解到原來自信心才是勝過外貌的關鍵。

## 演員
- 艾米·舒默 飾 蕾妮·巴雷特（Renee Barrett）：認為自己富有魅力的平凡女性。
- 蜜雪兒·威廉絲 飾 艾莉·李克萊爾（Avery LeClaire）：傑出的化妝品公司老闆兼蕾妮的上司[2]。
- 艾蜜莉·瑞特考斯基 飾 瑪洛莉（Mallory）：因外貌而被蕾妮羨慕的女性。
- 羅瑞·史科佛（英语：Rory Scovel） 飾 伊森（Ethan）：蕾妮喜歡的對象[3]。
- 艾迪·布萊恩特（英语：Aidy Bryant） 飾 薇薇安（Vivian）：蕾妮的好友之一[4]。
- 碧西·飛利浦（英语：Busy Philipps） 飾 珍：蕾妮的好友之一[4]。
- 娜歐蜜·坎貝兒 飾 海倫（Helen）[4]
- 羅倫·赫頓 飾 莉莉·李克萊爾（Lily LeClaire）[4]
- 湯姆·霍珀 飾 蓋瑞特·李克萊爾（Grant LeClaire）[4]
- 薩希爾·澤瑪塔（英语：Sasheer Zamata） 飾 塔莎（Tasha）[4]
- 戴夫·亞提（英语：Dave Attell） 飾 伊森的朋友[4]
- 阿德里安·馬丁尼茲（英语：Adrian Martinez (actor)） 飾 梅森（Mason）[4]

## 發行
《姐就是美》在美國最初由STXfilms計劃於2018年6月29日上映；但於2018年2月，因試映結果而提前至2018年4月27日。上映日後來又改為2018年4月20日，以避免與《復仇者聯盟3：無限之戰》競爭。

### 評價
在爛番茄上，本作基於177個專業影評給出33%的新鮮度，觀眾亦給出平均32%不高的評價。

### 票房
在美國和加拿大，《姐就是美》與《假期驚魂》、《烏龍巡警2》同天上映並競爭，外界預估《姐就是美》於首週能從3440間戲院中獲得1300萬至1500萬美元的票房。該片在週四晚間從2200間戲院中獲得了100萬美元，比前年的《搶救千金》的65萬美元好些。首週末開出1620萬美元的票房，位居當週票房第三，這比舒默的前兩部電影《姐姐愛最大》（3000萬美元）和《搶救千金》（1950萬美元）都還來得低。

## 備註
1. 香港未上映，電檢處送檢時之暫名。

## 外部連結
- 官方网站
- 互联网电影数据库（IMDb）上《姐就是美》的资料（英文）